# Camille Valentin Stappers
Camille Valentin Stappers OFM (* 22. Juni 1885 in Hasselt, Belgien; † 13. Januar 1964) war ein belgischer römisch-katholischer Ordensgeistlicher und Apostolischer Vikar von Lulua.

## Leben
Camille Valentin Stappers trat der Ordensgemeinschaft der Franziskaner bei und empfing am 1. September 1912 das Sakrament der Priesterweihe. Am 15. Juli 1922 bestellte ihn Papst Pius XI. zum ersten Apostolischen Präfekten von Lulua.
Am 26. Februar 1934 wurde Camille Valentin Stappers infolge der Erhebung der Apostolischen Präfektur Lulua zum Apostolischen Vikariat erster Apostolischer Vikar von Lulua und Pius XII. ernannte ihn zum Titularbischof von Ceramus. Der Bischof von Lüttich, Louis-Joseph Kerkhofs, spendete ihm am 9. Juni desselben Jahres die Bischofsweihe; Mitkonsekratoren waren der Apostolische Vikar von Boma, Jozef Vanderhoven CICM, und der Apostolische Vikar von Stanley Falls, Camille Verfaillie SCI.
Camille Valentin Stappers trat im März 1950 als Apostolischer Vikar von Lulua zurück. Stappers nahm an der ersten Sitzungsperiode des Zweiten Vatikanischen Konzils teil.